# Kong Hee-yong
Kong Hee-yong (Daejeon, 11 de dezembro de 1996) é uma jogadora de badminton sul-coreana, medalhista olímpica.

## Carreira
Nos Jogos Olímpicos de Verão de 2020, em Tóquio, conquistou a medalha de bronze na categoria duplas femininas ao lado de Kim So-yeong após confronto contra as também sul-coreanas Shin Seung-chan e Lee So-hee. Ela foi premiada como a jogadora mais aprimorada do ano 2019 da BWF.